# Woolford Provincial Park
Woolford Provincial Park är en park i Kanada.   Den ligger i provinsen Alberta, i den södra delen av landet, 2 800 km väster om huvudstaden Ottawa. Woolford Provincial Park ligger 1 176 meter över havet.
Terrängen runt Woolford Provincial Park är platt. Trakten runt Woolford Provincial Park är nära nog obefolkad, med mindre än två invånare per kvadratkilometer.. Närmaste större samhälle är Cardston, 8,7 km väster om Woolford Provincial Park.
Trakten runt Woolford Provincial Park består till största delen av jordbruksmark.